# عيسى بن يزيد بن دأب الليثي
عيسى بن يزيد بن دأب الليثي الكناني ، اديب وراوية من رواة الأخبار والأشعار وحفاظهم وعالم بالأنساب ومعلم من علماء الحجاز.

## نسبه
- هو أبو الوليد عيسى بن يزيد بن بكر بن كرز بن الحارث بن عبد الله بن أحمد بن يعمر الشداخ بن عوف بن كعب بن عامر بن ليث بن بكر بن عبد مناة بن كنانة بن خزيمة بن مدركة بن إلياس بن مضر بن نزار بن معد بن عدنان ، وفي نسبه اختلاف.[1]

## أحاديثه وأخباره ووصف العلماء له
- حدث فيما رفعه إلى رفيع بن سلمة عن أبي عبيدة قال: أنشد ابن دأب:[1]

فبلغ ذلك أبا عمرو بن العلاء فقال: أخطأت استه الحفرة، إنما هو أشبئوا أي كفوا، أما سمع قول الشاعر:
فبلغه عن ابن دأب شيء فقال: على نفسها تجني براقش، أما سمعتم قول الليثي:
- حدث فيما رفعه إلى جابر بن الصلت البرقي قال: وعد المهدي بم دأب جارية فوهبها له فأنشد عبد الله بن مصعب الزبيري قول مضرس الأسدي:

فضحك المهدي وقال: ادفعوا إلى عبد الله فلانة لجارية أخرى، فقال عبد الله بن مصعب:
فقال ابن دأب: ما قلت شيئاً، هلا قلت:
فضحك المهدي وقال: أحسن الوفاء ما تقدمه ضمان.
- حدث عن سعيد بن سلم قال: ما شيء أجل من العلم، كان ابن دأب أحفظ الناس للأنساب والأخبار وكان تياهاً فكان ينادم الهادي ولا يتغدى معه ولا بين يديه فقيل له في ذلك، فقال: أنا لا أتغدى في مكان لا أغسل يدي فيه، فقال له الهادي: فتغد، فكان الناس إذا تغدوا تنحوا لغسل أيديهم، وابن دأب يغسل يده بحضرة الهادي.

وحدث المرزباني عن الحسين بن علي عن أحمد بن سعيد عن الزبير بن بكار عن عمه مصعب عن موسى بن صالح قال: كان عيسى بن دأب كثير الأدب عذب الألفاظ، وكان قد حظي عند الهادي حظوة لم تكن لأحد، وكان يدعو له بتكأة ولم يكن يطمع أحد من الخلق في هذا في مجلسه ولا يفعل بغيره، وكان يقول له: ما استطلت بك يوماً ولا ليلةً، ولا غبت عن عيني إلا تمنت ألا ترى غيرك، وكان لذيذ المفاكهة، طيب المسامرة، كثير النادرة، جيد الشعر حسن الانتزاع له، قال: فأمر له ليلة بثلاثين ألف دينار، فلما أصبح بن دأب وجه قهرمانه إلى باب موسى الهادي وقال له: انطلق إلى باب الحاجب فقل له: توجه إلينا بالمال، فانطلق فأبلغ الحاجب رسالته فتبسم وقال: ليس هذا إلي، فانطلق إلى صاحب التوقيع ليخرج لك به كتاباً إلى الديوان فتديره هناك، ثم تفعل به كذا وتفعل به كذا، فرجع الرسول إلى ابن دأب فأخبره فقال: دعها فلا تعرض لها ولا تسأل عنها. قال: فبينما موسى في مستشرف له إذ نظر إلى ابن دأب قد أقبل وليس معه إلا غلام واحد فقال لإبراهيم بن ذكوان الحراني: - وإليه ينسب طاق الحراني ببغداد بالكرخ - أما ترى بن دأب ما غير من حاله ولا تزيى لنا، وقد بررناه بالأمس ليرى عليه أثرنا. فقال إبراهيم: إن أذن لي أمير المؤمنين عرضت له بشيء من هذا. فقال: لا، هو أعلم بأمره، ودخل ابن دأب فأخذ في حديثه إلى أن عرض له الهادي بشيء من أمره فقال: أرى في ثوبك غسيلاً، وهذا الشتاء محتاج فيه إلى لبس الجديد واللين. فقال:يا أمير المؤمنين، باعي قصير عما أحتاج إليه، فقال: وكيف ذاك؟ وقد صرفنا إليك من برنا ما ظننا صلاح شأنك معه، فقال: ما وصل إلي ولا قبضت منه شيئاً، فدعا بصاحب بيت المال فقال له عجل الآن بثلاثين ألف دينار فحملت بين يديه.
وحدث بإسناد رفعه إلى أبي زهير قال: كان ابن دأب أحظى الناس عند الهادي، فخرج أفضل بن الربيع يوماً فقال: إن أمير المؤمنين يأمر من ببابه بالانصراف، فأما أنت يابن دأب فادخل، قال ابن دأب: فدخلت وهو منبطح على فراشه، وإن عينيه لحمراوان من السهر وشرب الليل. فقال لي: حدثني بحديث من حديث الشراب، فقلت: نعم يا أمير المؤمنين، خرج نفر من كنانة إلى الشام يجلبون الخمر فمات أحدهم فجلسوا على قبره يشربون، فقال أحدهم:
قال: فدعا بداوة فكتبها، ثم كتب إلى الخوان بأربعين ألف درهم وقال: عشرة آلاف لك، وثلاثون ألفاً للثلاثة الأبيات. قال: فأتيت الخزان فقالوا: صالحنا على عشرة آلاف أنك تحلف لنا ألا تذكرها لأمير المؤمنين، فحلفت ألا أذكرها حتى يبدأني فمات ولم يذكرها. وحدث قال: دخل ابن دأب على عيسى بن موسى عند منصرفه من فخ فوجده واجماً يلتمس عذراً لمن قتل، فقال له: أصلح الله الأمير، أنشدك شعراً كتب به يزيد بن معاوية يعتذر فيه إلى أهل المدينة من قتل الحسين بن علي عليهما السلام، قال أنشدني فأنشده:
وحدث عن عمر بن أبي عبيدة النميري عن خاله ابن أبي شميلة قال: كان خلف الأحمر ينسب ابن دأب إلى الكذب قال: فغدوت يوماً أنا وخلف على ابن دأب فأخذ في حديث ذي الخلصة حتى انقضى، فلما انصرفنا قلت لخلف يا أبا محرز: أتراه كذب؟ قال: لا أدري، والله لا أعرف مما حدث به قليلاً ولا كثيراً. قال عمر: ولخلف الأحمر في أبي العيناء محمد ابن عبيد الله:
قال المرزباني: وقوم يروون في هذه الأبيات زيادة، وأبيات خلف هي هذه، والزيادة عليها فيما ذكر المقدمي والكراني لأبان بن عبد الحميد اللاحقي. وروى عبد الله بن المعتز عب عمر بن شبة قال: شوكر شاعر بالبصرة يضع الأخبار والأشعار.
وحدث الرياشي قال: قال الأصمعي: قلت لخلف الأحمر: أما ترى ما جاء به ابن دأب من الحجاز؟ والشوكري من الكوفة؟ فقال: إنما يروى لهؤلاء من يقول: قالت ستي، ويدعو ربه من دفتر، ويسبح بالحصى، ويحلف محيت المصحف، ويدع حدثنا وأخبرنا ويقول: أكلنا وشربنا. وزعم العنزي أن ابن دأب كان يتشيع ويضع أخباراً لبني هاشم، وكان عوانة ابن الحكم عثمانياً ويضع أخباراً لبني أمية.
وحدث مصعب بن عبد الله الزبيري قال: شيطان الردهة شيء وضعه ابن دأب، وهو ذو الثدية فيما زعم قال: جاءت أمة تستقي ماءً فوقع بها شيطان فحملته فولدته.
وحدث المرزباني فيما رفعه إلى مصعب الزبيري عن أبيه قال: كنا جماعة تجالس الهادي أنا وسعيد بن سلم الناهلي وابن دأب وعبد الله بن مسلم العزيزي وكان أجرأنا عليه، فخرج علينا مغيظاً متغيراً فسأله العزيزي عن خبره فقال: لم أر كصاحب الدنيا أكثر آفات ولا أدوم هموماً، قد عرفتم موضع لبانة بنت جعفر بن أبي جعفر مني، وأثرتها عندي، وأنها أغلظت لي بإدلالها في شيء فلم أجد صبراً فنلتها بيدي فندمت عليه. فسكتنا خوفاً من تعنيفه أو تصويب رأيه فيبلغها ذلك. فقال ابن دأب: وما في ذلك يا أمير المؤمنين؟ هذا الزبير بن العوام حواري رسول الله صلى الله عليه وسلم وابن عمته، ضرب امرأته أسماء بنت أبي بكر الصديق وهي من أفضل نساء زمانها حتى كسر يدها وكان ذلك سبب مفارقته إياها لأنه قال: أنت طالق إن حال عبد الله بيني وبينك يعني ابنه عبد الله بن الزبير، فلم يخله وخلصها، وهذا عمر رضي الله عنه يقول: لا يسأل الرجل فيم يضرب امرأته؟ وهذا كعب بن مالك الأنصاري وهو أخو الزبير - آخى رسول الله صلى الله عليه وسلم بينهما - عتب على امرأته وهي من المهاجرات في شيء ضربها حتى حال بنوها بينهما فقال:
قال: فضحك الهادي وسري عنه وأمر بالطعام، وأمر لابن دأب بخمسين ألف درهم وخمسين ثوباً. قال عبد الله بن مصعب: فتأسفت كيف سبقني إلى شيء أحفظه مثل حفظه.
وحدث أبو الطيب اللغوي في كتاب مراتب النحويين قال: فأما مدينة الرسول صلى الله عليه وسلم فلا تعلم بها إماماً بالعربية.
حدث الأصمعي قال: أقمت بالمدينة زماناً مع جعفر بن سليمان الهاشمي واليها، فما رأيت بالمدينة قصيدة واحدة صحيحة إلا مصحفة أو مصنوعة، وكان ابن دأب يضع الشعر وأحاديث السمر وكلاماً ينسبه إلى العرب فسقط وذهب علمه وخفيت روليته. قال: وكان شاعراً وعلمه بالأخبار أكثر. قال الأصمعي: وأتعجب لابن دأب حين يزعم أن أعشى همدان يقول:
ثم قال الأصمعي: يا سبحان الله، يحذف الألف التي قبل الهاء في الله ويسكن الهاء ويرفع تجارته وهو منصوب؟ ويجوز هذا عنه، ويروي الناس عن مثله قال: ولقد سمعت خلفاً الأحمر يقول: لقد طمع ابن دأب في الخلافة حين يجوز مثل هذا عنه.

## وفاته
مات سنة 171 هـ في أول خلافة الرشيد.